# Duida
El cerro o meseta del Duida es una meseta ubicada en la Sierra Parima, que se alza en el estado Amazonas al norte de la población de La Esmeralda. Forma parte del parque nacional Duida-Marahuaca. El cerro tiene una altura máxima de unos 2700 metros. Está compuesto por roca arenisca. Forma parte de la formación Roraima del Escudo de Guayana.
Fue descrito por Alexander von Humboldt en su obra Viaje a las Regiones Equinocciales.

## Coordenadas
Latitud:
3º 30' Norte 
Longitud:
65º 35' Oeste